# Opel Slalom
Pour les articles homonymes, voir Slalom.
L’Opel Slalom est un concept car d’Opel développé en collaboration avec Bertone. Elle a été présentée au Salon international de l'automobile de Genève en 1996.

## Technologie
L’Opel Slalom est basée sur l’Opel Calibra. Entre autres choses, le moteur turbo de 2,0 litres, développant 204 ch, lui a été adopté. La voiture avait également une transmission intégrale.